# フルバック (漫画)
『フルバック』は、枩岡佳範によるラグビー漫画。日本の講談社『週刊少年マガジン』2016年42号から2017年1号まで連載された。

## 登場人物

### 西橘高校ラグビー部
秋月 団（あきづき だん）
主人公。高校1年生。中学最後の試合でゴールキックを外してチームが敗れたため、高校でもラグビーを続けるか悩んでいた。しかし秩父宮で護国寺さくらと出会って、彼女のプレーを見たことで高校でもラグビーを続けると決意し、西橘高校に入学した。
八丈島 戒（はちじょうじま かい）
高校3年生。西橘高校ラグビー部の主将で団のジュニアチーム時代の先輩。
護国寺 さくら（ごこくじ さくら）
高校2年生。西橘高校ラグビー部唯一の女子部員で女子日本代表選手。

## 単行本
- 枩岡佳範『フルバック』 講談社〈講談社コミックス〉、全2巻
  1. 2016年12月16日発売 ISBN 978-4-06-395820-1
  2. 2017年2月17日発売 ISBN 978-4-06-395867-6